# PGC 61052
LEDA/PGC 61052 ist eine Irreguläre Galaxie vom Hubble-Typ "Im" im Sternbild Herkules am Nordsternhimmel, die schätzungsweise 149 Millionen Lichtjahre von der Milchstraße entfernt ist. Gemeinsam mit NGC 6484 und PGC 61063 bildet sie das isolierte Galaxientrio KTG 67 oder LGG 413.